# Segestria pusiola
Segestria pusiola là một loài nhện trong họ Segestriidae.
Loài này thuộc chi Segestria. Segestria pusiola được Eugène Simon miêu tả năm 1882.